# Yamato (Name)
Yamato ist ein japanischer Vorname. Yamato bedeutet so viel wie  „große Harmonie“, wenn 大和 genutzt wird.
Die Bedeutung des Namens kann variieren, wenn andere Kanji-Schriftzeichen von den Eltern gewählt werden.

## Verbreitung
In Deutschland kommt der Name seit 2011 hin und wieder in der Namensgebung vor, seitdem wurde er rund 30 Mal gewählt. Den Namen tragen in der Schweiz 19 Personen (Stand 2023). Der Name wurde in Österreich seit 1984 nur in den Jahren 1987 und 2015 jeweils ein Mal bei der Namenswahl berücksichtigt. In den USA kommt der Name seit der Jahrtausendwende fast jedes Jahr in den Hitlisten vor. Von 1930 bis 2023 wurde er circa 130 Mal vergeben. Seine Vergabe ist auch in Dänemark, Frankreich, Schweden und Kanada nachgewiesen.

## Namensträger
- Yamato Ganeko, ein Sänger von der Band Orange Range
- Yamato Gō (* 1969), ein ehemaliger Sumoringer aus Hawaii
- Hiroshi Yamato (* 1983), Profi-Wrestler
- Yamato Maeda (* 1987), Baseballspieler
- Yūga Yamato, aktueller Top-Star des Takarazuka Revue
- Waki Yamato, japanischer Karikaturist.
- Rina Yamato, Originalidol von Japan.
- Mikami Yamato, japanischer Schauspieler
- Okubo Yamato, Pseudonym von Isami Kondo
- Inaba Yamato, japanischer Politiker